# 花边教主：泰国
《花边教主：泰国》，是2015在泰国第3电视台播出的电视剧。此剧改编自美国经典电视剧《花邊教主》。

## 演员阵容
註：括號內的演員或角色姓名為小名或中文名（如有）。
| 演员               | 角色        | 角色原型  |
| ------------------ | ----------- | --------- |
| 萨比娜·梅杏儿 （Sabina Meisinger） |             | 韋倩蓮    |
| 卡黎莎·素帕琳格特  | （Beatriz） | 胡貝雅    |
| （Victor）         |             | 丹·汉弗莱 |